# 비디오 클립

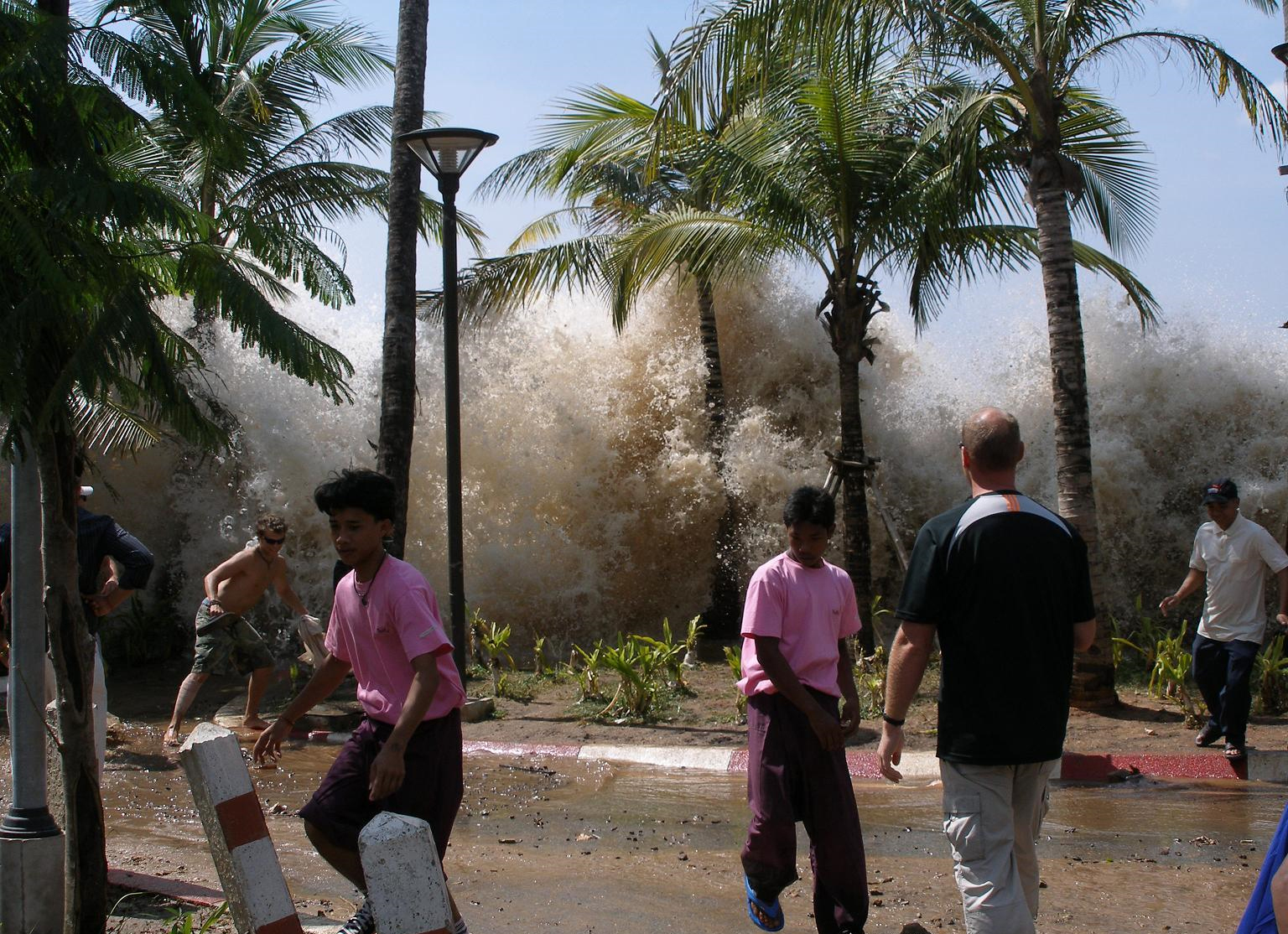
2004년 인도양 지진 해일의 비디오 클립

비디오 클립(영어: video clip)은 짧게 녹화된 동영상을 뜻하며, 음반 광고용으로 제작된 동영상을 뜻하기도 한다. 뮤직비디오와는 개념이 다르다.
비디오 클립은 2010년대에 인기를 얻었다. Snapchat은 2012년에 사용자가 10초 동안의 영상을 공유할 수 있게 했다. 2013년에 출시된 Vine은 영상 길이를 최대 6초로 제한하여 클립 영상을 대중적으로 만들었고, Kurtis Conner, David Dobrik, Danny Gonzalez, Drew Gooden, Liza Koshy, Shawn Mendes, Jake Paul, Logan Paul, Lele Pons과 같은 새로운 유명인을 배출했다. 인스타그램은 Vine의 인기에 대응하여 2013년에 15초의 영상 공유 기능을 추가했으며, 이후 릴스를 포함한 다양한 기능으로 영상 기능을 크게 확장했다.
2017년에 Vine이 폐쇄된 후, 바인에서 활동하던 주요 사용자들은 대부분 유튜브에서 더 긴 영상을 만들기 시작했다. 2018년에 틱톡이 Musical.ly와 합병된 이후, 틱톡은 가장 널리 사용되는 단편 영상 앱이 되었으며 그 후 세계에서 가장 인기 있는 앱 중 하나로 자리매김했다. 2020년에 Vine 공동 창시자 Dom Hoffman은 Vine의 후속작인 Byte(나중에 Clash로 개명되고 나중에 Huddles로 변경)를 선보였다. 2021년에 틱톡의 높아진 경쟁력에 대응하기 위해 유튜브는 YouTube Shorts를 시작하여 최대 60초까지의 영상을 호스팅하는 데 성공했다. YouTube Shorts는 6개월 동안에 5조 회 이상의 조회수를 기록했다.

## 같이 보기
- 인터넷 밈 목록
- 미디어 클립
- 스크린캐스트